# Jerome Horsey
Sir Jerome Horsey (nascido em torno de 1550, faleceu em 1626) de Great Kimble, Buckinghamshire, foi um explorador, diplomata e político britânico dos séculos XVII e XVII.